# Оскар (96-та церемонія вручення)
96-та церемонія вручення нагород премії «Оскар» Академії кінематографічних мистецтв і наук за досягнення в галузі кінематографа відзначила найкращі фільми, випущені у 2023 році, відбулася в театрі «Долбі» 10 березня 2024 року в Лос-Анджелесі, Каліфорнія, США. Подія транслювалася в США на телеканалі ABC, її продюсерами стали Радж Капур і Кеті Маллан, режисером — Геміш Гамільтон. Комік Джиммі Кіммел став ведучим шоу вчетверте після проведення церемоній у 2017, 2018 та 2023 роках.

## Графік
| Дата            | Подія                                   |
| --------------- | --------------------------------------- |
| 23 січня 2024   | Оголошення номінантів                   |
| 12 лютого 2024  | Обід номінантів                         |
| 22 лютого 2024  | Початок фінального голосування          |
| 27 лютого 2024  | Завершення фінального голосування       |
| 10 березня 2024 | 96-та церемонія вручення премії «Оскар» |

## Нагороди губернаторів
9 січня 2024 року відбулася 14-та щорічна церемонія Нагороди губернаторів, під час якої були вручені такі нагороди:

#### За видатні заслуги в кінематографі
- Анджела Бассетт — американська акторка. Відома своїми роботами в кіно і на телебаченні з 1980-х років.
- Мел Брукс — американський режисер, сценарист, композитор, комік, актор і продюсер. Відомий завдяки своїм фільмам-фарсам, та кінопародіям.
- Керол Літтлтон[en] — американський кіномонтажер.

#### Нагорода імені Джина Гершолта
- Мішель Саттер[en] — американська кінопродюсерка, яка пов'язана з кінофестивалем «Санденс» з моменту його заснування у 1981 році.

## Список номінантів та переможців
| Найкращий фільм | Найкраща режисерська робота |
| --- | --- |
| - «Оппенгеймер» — Емма Томас, Чарльз Ровен та Крістофер Нолан - «Американське чтиво» — Бен ЛеКлер, Нікос Карамігіос, Корд Джефферсон та Джермейн Джонсон - «Анатомія падіння» — Марі-Анж Лусіані та Девід Тіон - «Барбі» — Девід Гейман, Марґо Роббі, Том Екерлі, Роббі Бреннер, продюсери - «Бідолашні створіння» — Ед Гіні, Ендрю Лоу, Йоргос Лантімос та Емма Стоун - «Вбивці квіткової повні» — Ден Фрідкін, Бредлі Томас, Мартін Скорсезе та Даніель Лупі - «Залишенці» — Марк Джонсон, продюсер - «Зона інтересу» — Джеймс Вілсон - «Маестро» — Бредлі Купер, Стівен Спілберг, Фред Бернер, Емі Дернінг та Крісті Макоско Крігер - «Минулі життя» — Девід Гінохоса, Крістін Вакон та Памела Коффлер | - Крістофер Нолан — «Оппенгеймер» - Жустін Тріє — «Анатомія падіння» - Мартін Скорсезе — «Вбивці квіткової повні» - Йоргос Лантімос — «Бідолашні створіння» - Джонатан Ґлейзер — «Зона інтересу» |
| Найкраща чоловіча роль | Найкраща жіноча роль |
| - Кілліан Мерфі — «Оппенгеймер» (за роль Роберта Оппенгеймера) - Бредлі Купер — «Маестро» (за роль Леонарда Бернстайна) - Колман Домінго — «Растін» (за роль Байарда Растіна) - Пол Джаматті — «Залишенці» (за роль Пола Ганема) - Джеффрі Райт — «Американське чтиво» (за роль Телоніуса «Монк» Еллісона) | - Емма Стоун — «Бідолашні створіння» (за роль Белли Бакстер) - Аннетт Бенінг — «Наяд» (за роль Діани Наяд) - Лілі Гладстон — «Вбивці квіткової повні» (за роль Моллі Баркгарт) - Сандра Гюллер — «Анатомія падіння» (за роль Сандри Войтер) - Кері Малліган — «Маестро» (за роль Фелісії Монтеалегре)                                       |
| Найкраща чоловіча роль другого плану | Найкраща жіноча роль другого плану |
| - Роберт Дауні-молодший — «Оппенгеймер» (за роль Льюїса Штрауса) - Стерлінг К. Браун — «Американське чтиво» (за роль Кліффорда «Кліфф» Еллісона) - Роберт Де Ніро — «Вбивці квіткової повні» (за роль Вільяма Гейла) - Раян Ґослінґ — «Барбі» (за роль Кена) - Марк Раффало — «Бідолашні створіння» (за роль Дункана Веддерберна) | - Да'Він Джой Рендольф — «Залишенці» (за роль Мері Лемб) - Емілі Блант — «Оппенгеймер» (за роль Кетрін Оппенгеймер) - Даніель Брукс — «Барва пурпурова» (за роль Елізабет) - Америка Феррера — «Барбі» (за роль Ґлорії) - Джоді Фостер — «Наяд» (за роль Бонні Столл)                                                                       |
| Найкращий оригінальний сценарій | Найкращий адаптований сценарій |
| - Жустін Тріє та Артур Арарі — «Анатомія падіння» - Девід Гемінгсон — «Залишенці» - Бредлі Купер та Джош Сінгер — «Маестро» - Семмі Берч — «Травень, грудень» - Селін Сонг — «Минулі життя» | - Корд Джефферсон — «Американське чтиво» - Ґрета Ґервіґ та Ноа Баумбак — «Барбі» - Крістофер Нолан — «Оппенгеймер» - Тоні Макнамара — «Бідолашні створіння» - Джонатан Ґлейзер — «Зона інтересу» |
| Найкращий анімаційний повнометражний фільм | Найкращий міжнародний художній фільм |
| - «Хлопчик і чапля» — Міядзакі Хаяо та Судзукі Тошіо - «Мрії робота» — Пабло Бергер, Ібон Кормензана, Ігнасі Естапе та Сандра Тапіа Діас - «Людина-павук: Крізь Всесвіт» — Кемп Паверс, Джастін К. Томпсон, Філ Лорд, Крістофер Міллер та Емі Паскаль - «Німона» — Нік Бруно, Трой Квон, Карен Райан та Джулі Закарі - «Стихії» — Пітер Сон та Деніз Рім | - «Зона інтересу» — Джонатан Ґлейзер ( Велика Британія) - "Я — капітан" — Маттео Ґарроне ( Італія) - «Ідеальні дні„ — Вім Вендерс ( Японія) - “Снігова спільнота» — Хуан Антоніо Байона та Белен Атіенса ( Іспанія) - «Вчительська» — Ількер Чатак ( Німеччина)                                                                             |
| Найкращий документальний повнометражний фільм | Найкращий документальний короткометражний фільм |
| - «20 днів у Маріуполі» — Мстислав Чернов, Мішель Мізнер та Рейні Аронсон-Рат - «Бобі Вайн: Народний президент» — Мозес Бвайо, Крістофер Шарп та Джон Баттсек - «Вічна пам'ять» — Маіте Альберді, Хуан де Діос Ларрайн, Пабло Ларрайн та Росіо Жадуе - «Убити тигра» — Ніша Пахуджа, Корнелія Прінсіпе та Девід Оппенгейм - «Чотири доньки» — Каутер Бен Ганія та Надім Шейхруха | - «Остання ремонтна майстерня» — Бен Праудфут та Кріс Баверс - «Азбука книжкової заборони» — Шейла Невінс і Тріш Адлезік - «Цирульник з Літл-Рока» — Джон Гофман та Крістін Тернер - «Острів між» — С. Лео Чіан та Джин Ц'єн - «Най Най і Вай По» — Шон Ван та Сем Девіс                                                                    |
| Найкращий ігровий короткометражний фільм | Найкращий анімаційний короткометражний фільм |
| - «Чудова історія Генрі Шугара» — Вес Андерсон та Стівен Рейлз - «Після» — Місан Гарріман та Нікі Бентам - «Непереможні» — Венсан Рене-Лорті та Семюель Карон - «Лицар удачі» — Лассе Ліск'єр Ноер та Крістіан Норлік - «Червоний, білий і синій» — Назрін Чаудрі та Сара Макфарлейн | - «Війна закінчилася!» — Дейв Маллінз та Бред Букер - «Лист до свині» — Таль Кантор та Аміт Р. Гіцельтер - «Дев'яносто п'ять почуттів» — Джаред та Джеруша Гесс - «Наша уніформа» — Єґане Моґаддам - «Пахідерма» — Стефані Клеман та Марк Ріус                                                                                              |
| Найкраща музика до фільму | Найкраща пісня до фільму |
| - «Оппенгеймер» — Людвіг Геранссон - «Американське чтиво» — Лора Карпман - «Індіана Джонс і реліквія долі» — Джон Вільямс - «Вбивці квіткової повні» — Роббі Робертсон(посмертно) - «Бідолашні створіння» — Джерскін Фендрікс | - «What Was I Made For?» (Біллі Айліш та Фіннеас О'Коннелл) — «Барбі» - «The Fire Inside» (Даян Воррен) — «Flamin' Hot» - «I'm Just Ken» (Марк Ронсон та Ендрю Ваятт) — «Барбі» - «It Never Went Away» (Джон Батіст та Ден Вілсон) — «Американська симфонія» - «Wahzhazhe (A Song for My People)» (Скотт Джордж) — «Вбивці квіткової повні» |
| Найкращий звук | Найкраща робота художника-постановника |
| - «Зона інтересу» — Тарн Віллерс і Джонні Берн - «Творець» — Іан Фогт, Ерік Аадал, Ітан Ван дер Рин, Том Озаніч і Дін Зупанчіч - «Маестро» — Річард Кінг, Стівен Морров, Джейсон Рудер, Том Озаніч і Дін Зупанчіч - «Місія неможлива: Розплата. Частина перша» — Кріс Бердон, Джеймс Х. Мазер, Кріс Манро та Марк Тейлор - «Оппенгеймер» — Віллі Бертон, Річард Кінг, Гері А. Ріццо та Кевін О'Коннелл | - «Бідолашні створіння» — Шона Гіт, Джеймс Прайс та Жужа Міхалек - «Барбі» — Сара Грінвуд та Кеті Спенсер - «Вбивці квіткової повні» — Джек Фіск та Адам Вілліс - «Наполеон» — Артур Макс та Еллі Гріфф - «Оппенгеймер» — Рут Де Йонг та Клер Кауфман                                                                                       |
| Найкраща операторська робота | Найкращий грим та зачіски |
| - «Оппенгеймер» — Гойт ван Гойтема - «Ель Конде» — Едвард Лакмен - «Вбивці квіткової повні» — Родріго Прієто - «Маестро» — Меттью Лібатік - «Бідолашні створіння» — Роббі Райан | - «Бідолашні створіння» — Надя Стейсі, Марк Кульє та Джош Вестон - «Голда» — Карен Хартлі Томас, Сьюзі Баттерсбі та Ашра Келлі-Блю - «Маестро» — Кей Георгіу, Казу Гіро та Лорі МакКой-Белл - «Оппенгеймер» — Луїза Абель - «Снігова спільнота» — Ана Лопес-Пуігсервер, Давід Марті та Монтсе Рібе                                          |
| Найкращий дизайн костюмів | Найкращий монтаж |
| - «Бідолашні створіння» — Голлі Воддінгтон - «Барбі» — Жаклін Дюрран - «Вбивці квіткової повні» — Жаклін Вест - «Наполеон» — Джанті Єйтс і Дейв Кроссман - «Оппенгеймер» — Еллен Мірошнік | - «Оппенгеймер» — Дженніфер Ламе - «Анатомія падіння» — Лоран Сенешаль - «Залишенці» — Кевін Тент - «Вбивці квіткової повні» — Тельма Шунмейкер - «Бідолашні створіння» — Йоргос Мавропсарідіс |
| Найкращі візуальні ефекти | |
| - «Годзілла: Мінус один» — Такаші Ямазакі, Кійоко Шібуя, Масакі Такахаші та Тацуджі Ноджіма - «Творець» — Джей Купер, Іан Комлі, Ендрю Робертс і Ніл Корболд - «Вартові галактики 3» — Тео Бялек, Стефан Черетті, Алексіс Вайсброт та Гай Вільямс - «Місія неможлива: Розплата. Частина перша» — Ніл Корболд, Сімон Коко, Джефф Сазерленд та Алекс Вутке - «Наполеон» — Генрі Баджетт, Ніл Корболд, Чарлі Генлі та Люк-Евен Мартін-Фенує | |

## Фільми з кількома номінаціями та нагородами

#### Фільми, які отримали декілька номінацій
Нижче наведено картини, які отримали декілька номінацій:
| Номінації | Фільми                                     |
| --------- | ------------------------------------------ |
| 13        | «Оппенгеймер»                              |
| 11        | «Бідолашні створіння»                      |
| 10        | «Вбивці квіткової повні»                   |
| 8         | «Барбі»                                    |
| 7         | «Маестро»                                  |
| 5         | «Американське чтиво»                       |
| 5         | «Анатомія падіння»                         |
| 5         | «Залишенці»                                |
| 5         | «Зона інтересів»                           |
| 3         | «Наполеон»                                 |
| 2         | «Творець»                                  |
| 2         | «Місія неможлива: Розплата. Частина перша» |
| 2         | «Наяд»                                     |
| 2         | «Минулі життя»                             |
| 2         | «Снігова спільнота»                        |

#### Фільми, які отримали декілька перемог
Нижче наведено картини, які отримали декілька перемог:
| Перемог | Фільми                |
| ------- | --------------------- |
| 7       | «Оппенгеймер»         |
| 4       | «Бідолашні створіння» |
| 2       | «Зона інтересу»       |

## Цікаві факти
- Культурний феномен «Барбінгеймер» отримав загалом двадцять одну номінацію: вісім для «Барбі» та тринадцять для «Оппенгеймера». Обидва фільми змагаються між собою у шести категоріях, включно з найкращим фільмом[6][7].
- Завдяки фільму «Маестро» Стівен Спілберг збільшив свій рекорд за кількістю номінацій для однієї особи до 13[8].
- Співавтор сценарію, режисер та актор фільму Бредлі Купер, який став п'ятнадцятою людиною, що отримала номінацію на «Оскар» (за найкращу чоловічу роль) за фільм «Народження зірки» (2018), став п'ятою людиною, яка зробила це більше одного разу.
- Цього року в акторських номінаціях було представлено рекордну кількість ЛГБТК+ персонажів в фільмах — загалом сім: Аннетт Бенінг, Стерлінг К. Браун, Бредлі Купер, Колман Домінго, Джоді Фостер, Сандра Гюллер та Емма Стоун. Два актори, які зіграли ЛГБТК+ персонажів, є відкритими представниками спільноти у реальному житті (Домінго та Фостер) та ще одна акторка яка є квіром (Лілі Гладстон)[9].
- Отримавши номінацію за найкращу жіночу роль, Гладстон стала першою корінною американською акторкою, номінованою на «Оскар».
- Скотт Джордж («Вбивці квіткового місяця»), автор слів та музики до «Wahzhazhe (A Song for My People)» — перший представник оседжів, номінований на «Оскар»
- Отримавши свою 54-ту номінацію у віці 91 року, композитор Джон Вільямс продовжив свій рекорд за кількістю номінацій на «Оскар» серед живих людей і рекорд найстаршого номінанта.
- Вес Андерсон приєднався до «клубу п'ятикратних номінантів», ставши лише третьою людиною, яка була номінована в п'яти й більше категоріях, що охоплює «Найкращий фільм», «Найкращий режисер», «Найкращий оригінальний сценарій», «Найкращий анімаційний фільм», а тепер ще й «Найкращий ігровий короткометражний фільм» (за «Чудову історію Генрі Шугара»).
- Брукс стала другою акторкою, номінованою за роль Софії з фільму «Барва пурпурова», після номінованої на «Оскар» Опри Вінфрі за роль у оригінальному фільмі 1985 року. Обидві були номіновані в категорії «Найкраща жіноча роль другого плану».
- Зірки «Американське чтиво» Джеффрі Райт та Стерлінг К. Браун стали першими чорношкірими акторами в категоріях «Найкраща чоловіча роль» та «Найкраща чоловіча роль другого плану», відповідно, номінованими за роботу в одному фільмі.
- Звукорежисер «Оппенгеймера» Віллі Д. Бертон закріпив свій статус найбільш номінованого на «Оскар» чорношкірого члена знімальної групи, отримавши вісім номінацій (і дві попередні перемоги).
- Одружені сценаристи Семмі Берч та Алекс Механік також розділили свої перші номінації; серед інших номінантів, які вперше стали сценаристами, — Девід Гемінґсон, Корд Джефферсон та Селін Сонґ. Остання також стала першою жінкою азійського походження, номінованою на «Найкращий оригінальний сценарій».
- «Зона інтересу» стала дев'ятим неангломовним фільмом, номінованим і на «Кращий іноземний фільм», і на «Найкращий фільм». Вісім попередніх номінантів перемагали в категорії «Кращий іноземний фільм», і лише одна картина — «Паразити», перемогла відразу в обох.
- Загалом шість пар отримали номінації, які вони розділили між собою у відповідних категоріях. Окрім вищезгаданих дуетів, Ґрета Ґервіґ та Ноа Баумбак були номіновані разом за написання сценарію до «Барбі». Продюсери «Барбі» Марґо Роббі і Том Екерлі. Продюсери «Оппенгеймер» Крістофер Нолан (також номінований за режисуру і сценарій) і Емма Томас. Номінанти в категорії «Найкращий анімаційний короткометражний фільм» Джаред Гесс і Джеруша Гесс.
- Це також перший рік, коли три режисерки отримали номінації за «Найкращий фільм» за свої фільми: Гервіґ з «Барбі», Сонґ з «Минулими життями» та Трієт з «Анатомією падіння». П'ятий рік поспіль принаймні один з номінантів на «Найкращий фільм» був знятий жінкою.
- Сім із десяти фільмів, номінованих на «Найкращий фільм», мають продюсерів-жінок.
- Номінації за найкращий звук та найкращі візуальні ефекти для фільмів «Місія неможлива: Розплата. Частина перша» та остання категорія для Годзілли: Мінус один ознаменували перший випадок, коли будь-яка з франшиз отримала будь-яке визнання Оскара.
- 18 номінацій заробили фільми, випущені Netflix. Далі йдуть Universal (15), Searchlight Pictures (13), Apple Original Films (10), Warner Bros.  Pictures (9), A24 (7) та Amazon MGM Studios (5).
- 20 номінацій заробили фільми, випущені різними підрозділами Disney (тут враховуються проекти 20th Century Studios, Lucasfilm Ltd., Marvel Studios, Pixar Animation Studios та Searchlight Pictures).